# André Marty (rugby à XIII)
Pas d'image ? Cliquez ici

a Compétitions nationales et continentales officielles uniquement.

b Matchs officiels uniquement.
André Marty, né le 14 mars 1931 à Rieux-Minervois et mort le 7 avril 2004 à Carcassonne, est un joueur de rugby à XIII dans les années 1950 et 1960.
Il effectue toute sa carrière à Carcassonne avec lequel il remporte de nombreux titres, le Championnat de France en 1952 et 1953, ainsi que la Coupe de France en 1951, 1952, 1961 et 1963.
Fort de ses performances en club, il est sélectionné à de nombreuses reprises de l'équipe de France en 1960 prenant part à la Coupe du monde 1960.

## Biographie
Dans le civil, il travaille comme boucher .

## Palmarès

### En tant que joueur
- Collectif :
  - Vainqueur du Championnat de France : 1952[2] et 1953[2] (Carcassonne).
  - Vainqueur du Coupe de France : 1951, 1952[2], 1961 et 1963 (Carcassonne).
  - Finaliste du Championnat de France : 1955 et 1956 et 1958 (Carcassonne).
  - Finaliste du Coupe de France : 1960 (Carcassonne).